# Rasceda
Rasceda, Rashida ou Rashidah (arabe : اَلرَّشِيدَة) est une oasis et une ville située au nord-est de la Libye.

## Géographie
Rasceda est située en Cyrénaïque, à environ deux kilomètres au sud-est de l'oasis de Jalo, et à une vingtaine de kilomètres à l'est-sud-est de l'oasis d'Awjila.

## Climat
Rasceda possède un climat désertique chaud (classification de Köppen BWh) ; la température moyenne annuelle est de 22,4 °C. Au cours de l'année, il n'y a pratiquement aucune précipitation ; la moyenne des précipitations annuelles est de 10 mm,.

## Démographie
En 1951, l'oasis comptait environ six-cents habitants.